# マネー・チェイス
『マネー・チェイス』（原題：橫財三千萬、英題:The Thirty Million Dollar Rush）は1987年公開の香港のコメディ映画。主演はカール・マッカやブリジット・リンなど。日本では劇場未公開だが、東北新社からVHSが発売されている。

## あらすじ
ある日、紙幣会社の古い紙幣を裁断する機械が故障し、3000万香港ドルもの紙幣が裁断されずに残っていた。それを見た職員の肥仔は友人のMarkと男人頭とともにこの3000万香港ドルを盗もうと企む。さらに刑務所の前で、服役を終え出所したばかりの光頭佬を仲間に入れる。
しかし、カトリックの修道女の瑪利亞に彼らの計画を聞かれてしまう。彼女はこの計画を防ごうとするのだが、そのおかげでハチャメチャな戦いが繰り広げられる。

## キャスト
- エリック・ツァン - 肥仔
- カール・マッカ - 光頭佬
- ブリジット・リン - 瑪利亞
- ポーラ・チョイ - 小鳳
- マーク・チェン - Mark
- レオン・ワンユイ - 男人頭
- ラウ・カーリョン - 沙煲良
- ウォン・チン（王青） - 警官大口青
- リン・ライマン（凌禮文） - チャン
- マリア・タン（童玲） - TV記者
- エイミー・ウー（胡美儀） - 阿玲
- ジョン・ウー - 阿玲の夫
- ビリー・ラウ（樓南光） - 光仔
- サイ・グァパウ（西瓜刨） - 市民

その他 多数

## 主題歌
主題歌：『橫財夢』
作詞：レイモンド・ウォン
作曲：クォク・シウラム（郭小霖）
歌：サミュエル・ホイ